# Strogino Moskwa
Futbolnyj Kłub „Strogino” Moskwa (ros. Футбольный Клуб «Строгино» Москва) – rosyjski klub piłkarski z dzielnicy Moskwy o tej samej nazwie.

## Historia
Klub powstał w 2010 roku. Po trzech sezonach w Lidze Amatorskiej drużyna dostała się do profesjonalnej Drugiej Dywizji (trzeci poziom).
| Sezon   | Liga                   | M-ce | Awans/spadek |
| ------- | ---------------------- | ---- | ------------ |
| 2013/14 | Druga Dywizja (zachód) | 10   |              |
| 2014/15 | Druga Dywizja (zachód) | 3    |              |
| 2015/16 | Druga Dywizja (zachód) | 9    |              |
| 2016/17 | Druga Dywizja (zachód) |      |              |

## Osiągnięcia
brak